# Forcipomyia aitkeni
Forcipomyia aitkeni är en tvåvingeart som beskrevs av Meillon och Wirth 1980. Forcipomyia aitkeni ingår i släktet Forcipomyia och familjen svidknott. Inga underarter finns listade i Catalogue of Life.